# فتوچینی آلفردو

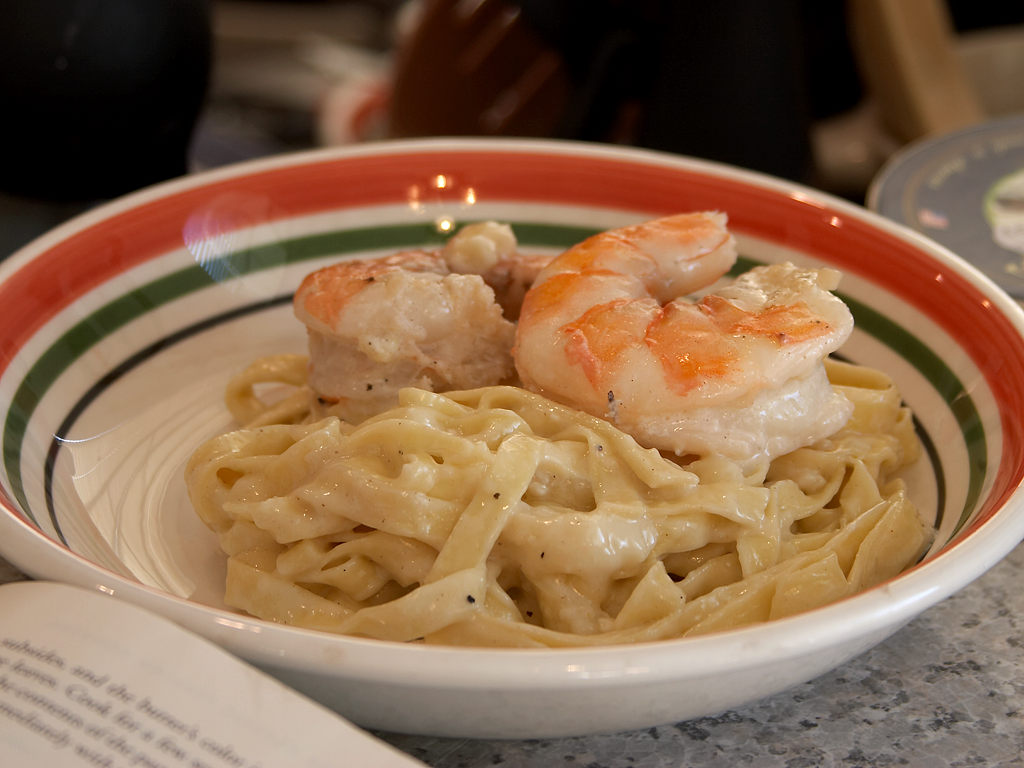
فتوچینی آلفردو با میگو

فتوچینی آلفردو (Fettuccine Alfredo) نام نوعی غذای ایتالیایی درست‌شده با پاستا است و گفته می‌شود که رستوران‌داری اهل رم به نام آلفردو دی لیو (به ایتالیایی: Alfredo di Lello) برای نخستین بار آن را در سال ۱۹۱۴ میلادی تهیه کرده‌ است.
نقل شده که همسر آلفردو دی لیو بر اثر زایمان سخت اشتهایش را از دست داده بود، آلفردو با این دستور غذایی توانست علاقه ی همسرش را به غذا خوردن بازگرداند.
ظاهراً آلفردو همه چیز را برای درمان مشکل اشتهای همسرش امتحان کرده بود، تا اینکه یک بشقاب از نوار فتوچینی تازه درست کرد و آن را با پنیر پارمیجانو (پارمسان) و کره در تابه ای چرخاند و همسرش از این ترکیب استقبال کرد.
از این موضوع چند سالی گذشت تا اینکه دو ستاره بزرگ هالیوود در آن دوره به نام داگلاس فیربنکس و مری پیکفورد که برای ماه عسل به شهرشان سفر کرده بودند به رستوران آلفردو می‌روند و فتوچینی آلفردو را میل می‌کنند.
سال‌ها بعد، این زوج معروف به آنجا بازگشتند و یک قاشق و چنگال با روکش طلا که روی آن نوشته شده بود «به آلفردو، پادشاه نودل‌ها ژوئیه ۱۹۲۷» هدیه دادند.

## طرز تهیه
فتوچینی را پخته و آبکش می‌نمایند، سپس سسی غنی به نام سس آلفردو (به انگلیسی: Alfredo sauce) -را که از ترکیب کره، پنیر پارمزان رنده‌شده، خامهٔ زیاد و مقدار فراوانی فلفل سیاه آسیاب‌ شده تهیه می‌شود- را به آن افزوده سپس سرو می‌نمایند. اگر فتوچینی در دسترس نبود می‌توان از انواع دیگری از ماکارونی نیز به‌عنوان جایگزینی برای آن استفاده نمود.